# غولدينغ بيرد
غولدينغ بيرد (9 ديسمبر 1814 - 27 أكتوبر 1854) طبيب بريطاني وزميل في كلية الأطباء الملكية. أثبت نفسه باعتباره مرجعية بارزة في أمراض الكلى، ونشر في العام 1844 بحثًا شاملًا عن مرض الحصى الكلوية. واشتهر بعمله في العلوم ذات الصلة بأمراض الكلى، وخصوصًا في التطبيقات الطبية للكهرباء والكيمياء الكهربائية. ابتداءً من العام 1836، عمل بيرد محاضرًا في مستشفى غاي، المستشفى التعليمي المعروف في لندن، والذي يتبع الآن كلية كينجز لندن، ونشر بيرد كتابًا علميًا شهيرًا لطلاب الطب يسمى عناصر الفلسفة الطبيعية.
في طفولته أبدى بيرد اهتمامًا مبكرًا بالكيمياء، اكتسبه غالبًا عبر الدراسة الذاتية، وبلغ درجة متقدمةً في فهمها خوّلته بإلقاء محاضرات لزملائه الطلبة في المدرسة. طبق بيرد لاحقًا معرفته بالكيمياء في مجال الطب وبحث مطوّلًا في كيمياء البول والحصيات الكلوية. في العام 1842، كان بيرد أول من شخّص مرض فرط أوكسالات البول، المؤدي إلى تكوين نوع معين من الحصى الكلوية.
كما برع بيرد، الذي كان عضوًا في جمعية لندن للكهرباء، في مجال التطبيقات الطبية للكهرباء، وصمم بنفسه الكثير من أجهزته الكهربائية. في عصره اكتسب العلاج الكهربائي سمعة سيئة في الوسط الطبي نظرًا للجوء المدّعين إلى ممارسته على نطاق واسع. سعى بيرد حثيثًا لمكافحة هذا الدجل باسم الطب، وأدى دورًا فعالًا في استدخال العلاج الكهربي ضمن الممارسات الطبية السائدة. لم يتوان بيرد عن تبني أدوات علاجية جديدة من شتى الأنواع؛ فقد اخترع نموذجًا جديدًا من خلية دانيال في العام 1837، وبفضلها توصل إلى اكتشافات مهمة في علم الفلزات الكهربائي. لم تقتصر ابتكارات بيرد على المجال الكهربائي فحسب، بل تعدّتها إلى تصميمه سماعة طبية مرنة، وفي العام 1840 نشر أول وصف لتلك الأداة.
انطلاقًا من التزامه المسيحي، آمن بيرد أن دراسة الكتاب المقدس والصلاة بالنسبة لطلاب الطب يجب ألا تقلّا أهمية عن دراساتهم الأكاديمية. ولهذا سعى إلى نشر المسيحية بين طلاب الطب وشجع غيره من المختصين على فعل ذلك. ولتسهيل هذه الغاية، اضطلع بيرد بتأسيس الرابطة الطبية المسيحية، رغم أنها لم تباشر عملها إلا بعد وفاته. عاش بيرد طوال حياته بصحة عليلة وتوفي في سنّ 39.

## حياته الشخصية والمهنية
ولد بيرد في داونهام، نورفك، بإنجلترا في 9 ديسمبر 1814. كان والده (أيضًا اسمه غولدينغ بيرد) مسؤولًا في مصلحة الضرائب في أيرلندا، وكانت والدته ماريان أيرلندية. اتسم بيرد في طفولته بالنضج المبكر والطموح الشديد، ولكن ألمّت به حمى الروماتيزم والتهاب الشغاف فسبّبتا له ضعفًا جسديًا وصحة عليلة رافقته مدى الحياة. تلقى بيرد تعليمًا تقليديًا إذ أُرسل مع أخيه فريدريك للعيش مع كاهن في ولينغفورد، حيث اكتسب عادة الدراسة الذاتية التي رافقته طوال العمر. بعد بلوغه سن الثانية عشرة، تلقى بيرد تعليمه في لندن في مدرسة خاصة لم تولِ العلوم اهتمامًا يُذكر ولم تقدم سوى تعليم تقليدي. بحكم تفوّقه الظاهر في العلوم حتى على أساتذته، ألقى بيرد محاضرات في الكيمياء وعلم النبات على زملائه الطلبة. كان له أربع أشقاء أصغر منه سنًا، برز منهم فريدريك الذي أصبح طبيبًا كذلك ونشر أبحاثًا في علم النبات.
في العام 1829، وفي سنّ الرابعة عشرة، ترك بيرد مقاعد الدراسة لينخرط في تدريب مهني لدى العطار ويليام بريتي في برتون كريسنت، في لندن. أتم بيرد تدريبه في العام 1833، وفي العام 1836 حصل على ترخيص لممارسة المهنة من جمعية الصيادلة المبجّلة في قاعة الصيادلة. حاز بيرد على تلك الإجازة دون اختبار بسبب السمعة الطيبة التي اكتسبها خلال دراسته في مستشفى غاي التعليمي في لندن، فقد أصبح طالب طب في العام 1832 خلال فترة تدريبه المهني. في مستشفى غاي، تأثر بيرد بتوماس أديسون، الذي تعرّف باكرًا على مواهبه. كان بيرد طالبًا طموحًا ومتفوقًا. في بداية مسيرته المهنية، أصبح بيرد زميلًا في الجمعية الفيزيائية العليا، والتي استلزم الانضمام إليها تقديم أطروحة علمية. حصل بيرد على جوائز في الطب، وطب التوليد، وجراحة العيون من مستشفى غاي، وكُرّم بالميدالية الفضية لعلم النبات في قاعة الصيادلة. في الفترة الواقعة بين الأعوام 1839 و1840، عمل على أمراض الثدي في مستشفى غاي مساعدًا للسير أستلي كوبر.
تخرج بيرد في جامعة سانت أندروز بدرجة دكتور في الطب في العام 1838 وتحصّل على الماجستير في العام 1840 مع مواصلته العمل في لندن. لم تطلب جامعة سانت أندروز من بيرد فترة إقامة للتدريب أو اختبارًا قبل منحه درجة دكتور في الطب. إنما حصل بيرد على درجته من خلال تقديم شهادات من زملاء مؤهلين، وهي ممارسة كانت شائعة في ذلك الزمان. بمجرد حصوله على التأهيل لممارسة الطب في العام 1838، في سن الثالثة والعشرين، شرع بيرد في العمل كطبيب عام في عيادة افتتحها في المبنى 44 بشارع سيمور، في يوستون سكوير، بلندن؛ ولكن نظرًا لصغر سنه لم يحقق نجاحًا يُذكر في البداية. في نفس العام، عمل طبيبًا في مستوصف فينسبري، وبقي في ذلك العمل لخمس سنوات. بحلول العام 1842، بلغ دخْل بيرد السنوي من عيادته الخاصة حوالي 1000 جنيه إسترليني. مع تعديله مراعاة للتضخم، يحقق ذلك الدخل الآن قوة شرائية تبلغ حوالي 92٬000 ألف جنيه إسترليني. في أواخر حياته المهنية، حقق بيرد دخلًا يقارب 6000 جنيه إسترليني. في العام 1840، حصل على الإجازة من كلية الأطباء الملكية، وفي العام 1845 أصبح زميلًا فيها.
من العام 1836 حتى 1853، ألقى بيرد محاضرات في مستشفى غاي ضمن مجالات الفلسفة الطبيعية، وعلم النبات الطبي، وأمراض الجهاز البولي. كما حاضر في المواد الطبية بمستشفى غاي التعليمي من 1843 حتى 1853، وفي كلية الأطباء الملكية من 1847 حتى 1849. وألقى محاضرات في كلية طب ألديرزغيت. طوال مسيرته المهنية، نشر بيرد أبحاثًا بكثافة لم تقتصر على المسائل الطبية، إنما شملت أيضًا العلوم الكهربائية والكيمياء.
في العام 1836، أصبح بيرد أول رئيس لقسم الكهرباء والجلفانية في مستشفى غاي التعليمي تحت إشراف أديسون، لكون بيرد لم يتخرج حتى العام 1838. في العام 1843، عُيّن بيرد طبيبًا مساعدًا في مستشفى غاي، وهو المنصب الذي ضغط بشدة للحصول عليه، وفي أكتوبر من ذلك العام أوكلت إليه مسؤولية قسم الأطفال في العيادات الخارجية. كما هو حال مرضاه الذين خضعوا للعلاج الكهربي، اندرج غالب الأطفال ضمن أسوأ حالات إعانة الفقير الحكومية ولم يتمكنوا من تحمل تكاليف العلاج الطبي، وهكذا كثيرًا ما أُسند علاجهم إلى طلاب الطب المتدربين. في ذلك الزمان، كان مقبولًا أن تُستخدم حالات المرضى المدرجين ضمن برامج إعانة الفقير الحكومية في العلاج التجريبي، ولم يُشترط الحصول على إذنهم. وبناءً على دراسات مستفادة من ذلك الإجراء، نشر بيرد في مجلة المستشفى سلسلة تقارير عن أمراض الطفولة.
في العام 1842، تزوج بيرد ماري آن بريت، وانتقل من منزل عائلته في ويلمنغتون سكوير، كلركينويل، إلى بناء 19 في ميديلتون سكوير. وأنجبا ابنتين وثلاثة أولاد، أصبح ثانيهم، كثبرت هيلتون غولدينغ بيرد (1848-1939)، جراحًا مرموقًا. كما أصبح ابنهم بيرسيفل غولدينغ بيرد كاهنًا في روثرهايث.
في العام 1836 انتُخب بيرد لزمالة جمعية لينيان وزمالة الجمعية الجيولوجية (في العام 1836) والجمعية الملكية (انتُخب في العام 1846). وانضم إلى جمعية علم الأمراض في لندن (التي اندمجت في النهاية في الجمعية الملكية للطب) عندما تأسست في العام 1846. كما كان عضوًا في جمعية لندن الكهربائية التي أسسها ويليام ستورجيون وغيره. كانت جمعية لندن الكهربائية مغايرة تمامًا لمؤسسات النخبة العلمية، فقد كانت أشبه بنقابة مهنية مع مَيل لتطبيق العروض التوضيحية الباهرة. وعلى الرغم من ذلك، فقد ضمت بعض الأعضاء المرموقين، وانعقدت نقاشات وعروض منتظمة للآلات والأجهزة الجديدة. انضم بيرد أيضًا إلى المنظمة الماسونية في العام 1841، وكان السيد المبجّل لمحفل القديس بولس في العام 1850. ترك الماسونية في العام 1853.
اتّسم بيرد بالعُجب، والمَيل إلى الاعتداد بالذات، وقد أفضى طموحه في القيادة أحيانًا إلى خوضه صراع مع الآخرين. شارك بيرد في عدد من النقاشات العلنية في الدوريات الطبية في زمنه، ويُذكر من ذلك الخلاف مع شركة بولفرماخر، ونزاعٍ آخر بخصوص تطوير سماعة الطبيب. ومع هذا، فقد صرف بيرد كامل اهتمامه على مرضاه وأظهر التزامًا عميقًا لتحقيق مصلحتهم. كان بيرد خطيبًا مفوّهًا، ومحاضرًا بارعًا، ومحاورًا بليغًا.

ميدالية غولدينغ بيرد الذهبية في العلوم الصحية

اضطر بيرد للتوقف عن مزاولة عمله إثر تشخيص شقيقه له بإصابته بمرض القلب في العام 1848 أو 1849. ورغم ذلك، بحلول عام 1850، واصل بيرد أعماله السابقة بوتيرة أكثر اجتهادًا مما مضى، وازداد عدد مراجعيه لدرجة دفعته للانتقال إلى منزل أكبر في راسل سكوير. ولكن في العام 1851، أجبر الروماتيزم الحاد بيرد على أخذ إجازة طويلة مع زوجته في تينبي، حيث تابع استكشافاته في علم النبات والحيوانات البحرية وحياة الكهوف على سبيل التسلية. تكررت تلك الإجازات الصيفية الطويلة في عامي 1852 1853 في توركاي وتينبي. أدت شهرة بيرد المتزايدة إلى تلقيه العديد من طلبات الاستشارة حتى خلال إجازته. في العام 1853، اشترى عزبة سينت كوثبرت في تونبريدج ويلز ليخصصها لفترة تقاعده، لكنها كانت بحاجة إلى بعض الإصلاحات، ولم يتمكن هو من مغادرة لندن حتى يونيو 1854. في الوقت ذاته لم يتوقف بيرد عن معالجة المرضى، في منزله حصرًا، رغم تدهور صحته. توفي بيرد في 27 أكتوبر 1854 في سينت كوثبرت بسبب مضاعفات عدوى الجهاز البولي وإصابته بحصوات الكلى. من المحتمل أن تكون وفاته المبكرة في سن التاسعة والثلاثين نتيجة لصحته المعتلّة التي رافقته طوال حياته، والإفراط في العمل، والذي أيقن بيرد نفسه أنه قاتله. دُفن بيرد في مقبرة وودبري بارك، في تونبريدج ويلز.
بعد وفاته، أطلقت زوجته ماري ميدالية غولدينغ بيرد الذهبية والمنحة الدراسية للعلوم الصحية، والتي سميت لاحقًا ميدالية غولدينغ بيرد الذهبية والمنحة الدراسية لعلم البكتيريا، والتي تُمنح سنويًا في مستشفى غاي التعليمي. أُنشئت الجائزة في العام 1887 واستمر العمل بها حتى العام 1983. ابتداءً من العام 1934، بدأ منح ميدالية غولدينغ بيرد الذهبية والمنحة الدراسية لطب التوليد وطب النساء. من أبرز الحاصلين على الميدالية الذهبية يُذكر ناثانيل هام (1896)، وألفريد سولتر (1897)، وراسل بروك (1926)، وجون بيل (1945) ، ودي برنارد آموس (1947-1951 تقريبًا).

## العلوم المساعدة
العلوم المساعدة هي العلوم التي تؤدي دورًا مهمًّا في مجال الطب ولكنها لا تنضوي ضمن حقل الطب نفسه، وبالأخص الفيزياء والكيمياء وعلم النبات (باعتباره مصدرًا غنيًا للأدوية والسموم). حتى نهاية النصف الأول من القرن التاسع عشر، ندر اللجوء للتحليل الكيميائي في التشخيص الطبي –بل وُجد ثمة عداوة للفكرة في بعض الأوساط. هيمن باحثون مرتبطون بمستشفى غاي التعليمي على معظم الأعمال الممارَسة في هذا المجال في ذلك الزمان.
عند بدء غولدينغ بيرد دراسته الطب في مستشفى غاي، كان المشفى قد رسّخ دراسة الفيزياء والكيمياء لعلاقتهما بالطب. سار بيرد على هذا المنوال وتأثر على وجه الخصوص بعمل ويليام براوت، الذي كان خبيرًا في علم الفيسيولوجيا الكيميائية. ذاع صيت بيرد لمعرفته بالكيمياء. ويُذكر أول الأمثلة المبكرة من العام 1832، عندما علق بيرد على ورقة عن اختبار كبريتات النحاس للتسمم بالزرنيخ، قدمها من سيصبح صهره فيما بعد، آر إيتش بريت إلى الجمعية الفيزيائية للتلاميذ. انتقد بيرد النتيجة الإيجابية للاختبار عند تكوّن مادة مترسبة خضراء، وزعم بيرد أن نتائج الاختبار لا تُعتبر نهائية لأن مواد مترسبة غير مركّب الأخضر شيله يمكنها أن تؤدي إلى نفس اللون الأخضر.
لم يقصر بيرد مناوشاته العلمية على صهره المستقبلي. ففي العام 1834، نشر كلّ من بيرد وبريت بحثًا عن تحليل مصل الدم والبول، عارضا فيه بعض أعمال براوت. كان براوت قد ذكر (في العام 1819) أن الترسبات الوردية في البول سببها وجود الموركسيد، لكن اختبارات بيرد لم تتمكن من التحقق من ذلك. ورغم أن بيرد كان ما يزال مجرد طالب ورغم الصلاحيات الواسعة لبراوت، فقد شعر براوت بضرورة الاستجابة للتحدي. في العام 1843، حاول بيرد تحديد المركّب الوردي؛ ورغم فشله في ذلك، فقد كان على قناعة بأنها مادة كيميائية جديدة وأطلق عليها اسم بربورين. لم يلق هذا الاسم رواجًا يُذكر، وأصبح المركب معروفًا باسم يوروإيريثرين بفضل عمل فرانز سايمون. وتمّ تحديد تركيبته أخيرًا في العام 1975.
في العام 1839 تقريبًا، وتقديرًا منه لمهارات بيرد في الكيمياء، طلب أستلي كوبر من بيرد المساهمة في كتابه عن أمراض الثدي. أسهم بيرد بمقال عن كيمياء الحليب، ونُشر الكتاب في العام 1840. رغم تركيز الكتاب في المقام الأول على علم التشريح البشري، فهو يضم فصلًا عن التشريح المقارن في عدة أنواع، وفيه أجرى بيرد تحليلًا لحليب الكلاب والخنازير البحرية. وفي العام 1839 كذلك نشر بيرد كتابه الذي حمل عنوان عناصر الفلسفة الطبيعية، وهو مرجع عن الفيزياء لطلاب كلية الطب. انطلاقًا من معرفته أن النصوص السائدة حينها كانت ذات طابع حسابي شديد التعقيد بالنسبة لطلاب الطب، تجنب بيرد تلك النصوص لصالح تفسيرات واضحة. لقي الكتاب شعبية عريضة وأعيدت طباعته على مدار 30 عامًا، مع تصحيح بعض جوانب القصور الرياضية فيه على يد تشارلز بروك في الطبعة الرابعة.

### الكهرباء
في العام 1836، عُين بيرد مسؤولًا عن قسم الكهرباء والجلفانية المؤسس حديثًا بإشراف أديسون. صحيح أن ذلك المشفى لم يكن الأول في استخدام العلاج الكهربائي، إلا أنه كان في طور التجريب الرائد آنذاك. اتسمت تطبيقات العلاج الكهربي السابقة للمستشفى بقصر عمرها أو انطلاقها من جهود جراح واحد، مثل جون بيرش في مستشفى سانت توماس. في مستشفى غاي التعليمي، كان العلاج الكهربي جزءًا من نظام المستشفى وذاعت أخباره لدى العامة، لدرجة نشر مجلة نيو فرانكينستاين الساخرة سخرية من مستشفى غاي بسبب استخدامه للكهرباء في العلاج.
ضمن عمله في العلاج الكهربائي، استخدم بيرد كلًا من الآلات الكهركيميائية والكهروستاتيكية (وفيما بعد أيضًا آلات الحث الكهرومغناطيسي) بهدف علاج مجموعة كبيرة من الحالات، كأشكال اضطراب الرقاص. وتضمنت العلاجات تحفيز الأعصاب المحيطية، والتحفيز الكهربي للعضلات، والمعالجة بالتخليج الكهربائي. واستخدم بيرد اختراعه الخاص جهاز موكسا الكهربائي في علاج القرحة الجلدية.

#### المعدات الكهربائية

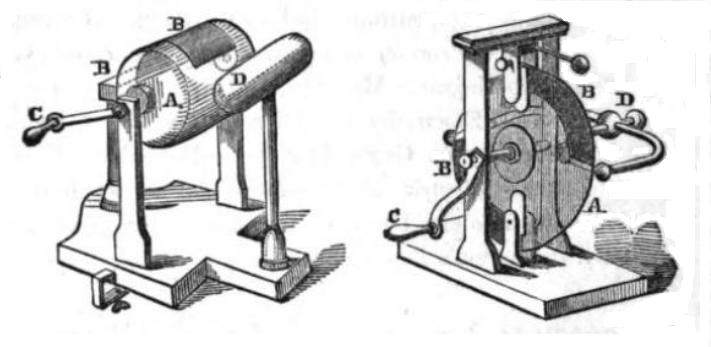
مولدات كهروستاتيكية تعمل بالاحتكاك: نموذج أسطواني (يسار) ونموذج دائري (يمين). وفقًا لما ذكره بيرد، يتميز النموذج الدائري بتوليد طاقة أكبر، في حين يسهّل التصميم الأبسط للنموذج الأسطواني تشغيله.

ظهر جليًا من أعمال مايكل فاراداي أن الكهرباء والجلفانية هما بالأساس شيء واحد. أدرك بيرد ذلك، ولكنه واصل عمله مقسّمًا أجهزته إلى أجهزة كهربائية، والتي (وفقًا لما ذكره) أوصلت جهدًا عاليًا من خلال تيار منخفض، وأجهزة جلفانية تنقل تيارًا عاليًا بجهد منخفض. كان من المعدات الجلفانية المتاحة لبيرد خلايا كهركيميائية مثل العمود الفلطائي وخلية دانيال، وهو الشكل الذي طوّره بيرد بنفسه. إضافة إلى ما تقدم، فقد كان جزء من المعدات المعتمدة عبارة عن ملفات حث، والتي استُخدمت مع دائرة قاطع وإحدى الخلايا الكهركيميائية لتوصيل صدمة كهربائية. بخلاف الآلات الجلفانية، كانت الآلات الكهربائية المتوفرة في ذلك الوقت عبارة عن مولدات كهروسكونية تعمل بالاحتكاك وتتكون من قرص زجاجي دوار أو أسطوانة أتاحت سحب اللوحات الحريرية عليها أثناء دوران الزجاج. توجب تدوير هذه الآلات يدويًا أثناء العلاج، كما كان ممكنًا تخزين كميات صغيرة من الكهرباء السكونية في قوارير ليدين لتُستخدم فيما بعد.
بحلول العام 1849، بلغت المولدات المبنية استنادًا لقانون فاراداي للحث بلغت درجة كافية من التقدم لتحل بديلًا عن النوعين الآخرين من الأجهزة الكهربائية، وكان بيرد يوصي بها في محاضراته. اضطرت الخلايا الجلفانية للتعامل المزعج مع الأحماض الكهرلية أثناء الجراحة واحتمال انسكابها؛ كما استلزمت المولدات الكهروسكونية قدرًا كبيرًا من المهارة والصيانة للمحافظة على عملها بنجاح. في المقابل، لم تشُب الآلات الكهرومغناطيسية أي من هذه العيوب؛ إنما تمثل الانتقاد الوحيد الذي وجهه بيرد في أن الآلات ذات السعر الأرخص لم تُتح توصيل سوى تيار متردد. في مجال الاستخدام الطبي، وخاصة عند علاج المشاكل التي تعتري الأعصاب، فغالبًا ثمة حاجة إلى تيار أحادي الاتجاه لاستقطابية معينة، وهو ما استدعى توفّر الجهاز على مبادلات كهربائية أو آليات مشابهة. ومع هذا فقد اعتبر بيرد أن أجهزة التيار المتردد مناسبة لحالات انقطاع الحيض.
يعتمد التوجيه المطلوب للتيار على الاتجاه الذي يُعتقد أن التيار الكهربائي كان يتدفق فيه في الأعصاب في جسم الإنسان أو جسم الحيوان. ففي حالة الوظائف الحركية مثلًا، اعتُبر التدفق منطلقًا من المركز باتجاه العضلات في الأطراف، ولهذا السبب توجب توجيه التحفيز الكهربائي الاصطناعي في نفس الاتجاه. أما بالنسبة للأعصاب الحسية، يُطبّق الإجراء بالعكس: إذ كان التدفق من الأطراف إلى المركز، وهكذا يُوضع القطب الموجب على الطرف. عمد بيرد إلى توضيح هذا المبدأ من خلال تجربة على ضفدع حي. عادة ما توفر عدد من الضفادع في متناول اليد، لاستخدامها في غالفانوسكوب الضفدع. في ذلك الزمان كان الجلفانومتر الكهرومغناطيسي متاحًا، ولكن واصل بيرد استخدام أرجل الضفادع بسبب حساسيتها الأكبر للتيارات الصغيرة. أثناء التجربة، فُصلت ساق الضفدع عن جسدها، ولا يبقى سوى العصب الوركي متصلًا، ثم يُرسل التيار الكهربائي من الجسم إلى الساق. لوحظت اختلاجات في الساق عند تحفيز العضلات. ورغم ذلك، فإن عكس تدفق التيار لم يؤدّ إلى أي حركة في العضلة، بل مجرد نقيق الضفدع بسبب الألم. يذكر بيرد في محاضراته تفاصيل العديد من التجارب ذات الهدف المماثل طبّقها على الأعضاء الحسية للإنسان. فمثلًا في إحدى التجارب التي أجراها، يمرر التيار الكهربائي عبر رأس الشخص من الأذن إلى الأذن، مما سبب هلوسة في الصوت. تسمع الأذن المتصلة بالطرف الموجب صوتًا أعلى من الصوت في الأذن المتصلة بالطرف السالب.
صمم بيرد دارة القاطع الكهربائي الخاصة به لإيصال الصدمات للمرضى من خلية فولطائية عبر ملف تحريض. فيما مضى، كان القاطع الكهربائي عبارة عن جهاز ميكانيكي استلزم عمله من الطبيب تدوير عجلة تروس أو إيكال المهمة إلى مساعد لتنفيذها. أراد بيرد أن يحرر يديه ليتمكن من توصيل الكهرباء بصورة أكثر دقة إلى الجزء المراد علاجه لدى المريض. عمِل القاطع الكهربائي الذي صممه أوتوماتيكيًا من خلال الحث المغناطيسي بمعدل سرعة معقول. كلما زادت سرعة تبديل القاطع الكهربائي، زادت وتيرة توصيل الصدمة الكهربائية للمريض؛ وكان الهدف هو إيصال التردد الكهربي لأعلى درجة ممكنة.
اتسم قاطع بيرد الكهربائي بميزة غير ملائمة للاستخدام الطبي تمثّلت في تدفق التيار الكهربائي في اتجاهين متعاكسين خلال عمليات الفصل والتوصيل الكهربي. غالبًا ما يتطلب العلاج الطبي توصيل التيار في اتجاه واحد محدد. صمم بيرد قاطعًا كهربائيًا أحادي الاتجاه باستخدام آلية تدعى حاليًا حلقات الانقسام. شاب هذا التصميم عيب توقّف العملية الأوتوماتيكية، وبالتالي توجب تحريك القاطع يدويًا مرة أخرى. وبالرغم من ذلك، بقي هذا الإجراء لفترة محددة خيارًا أقل كلفة من المولدات الكهرومغناطيسية.

#### أنواع العلاج

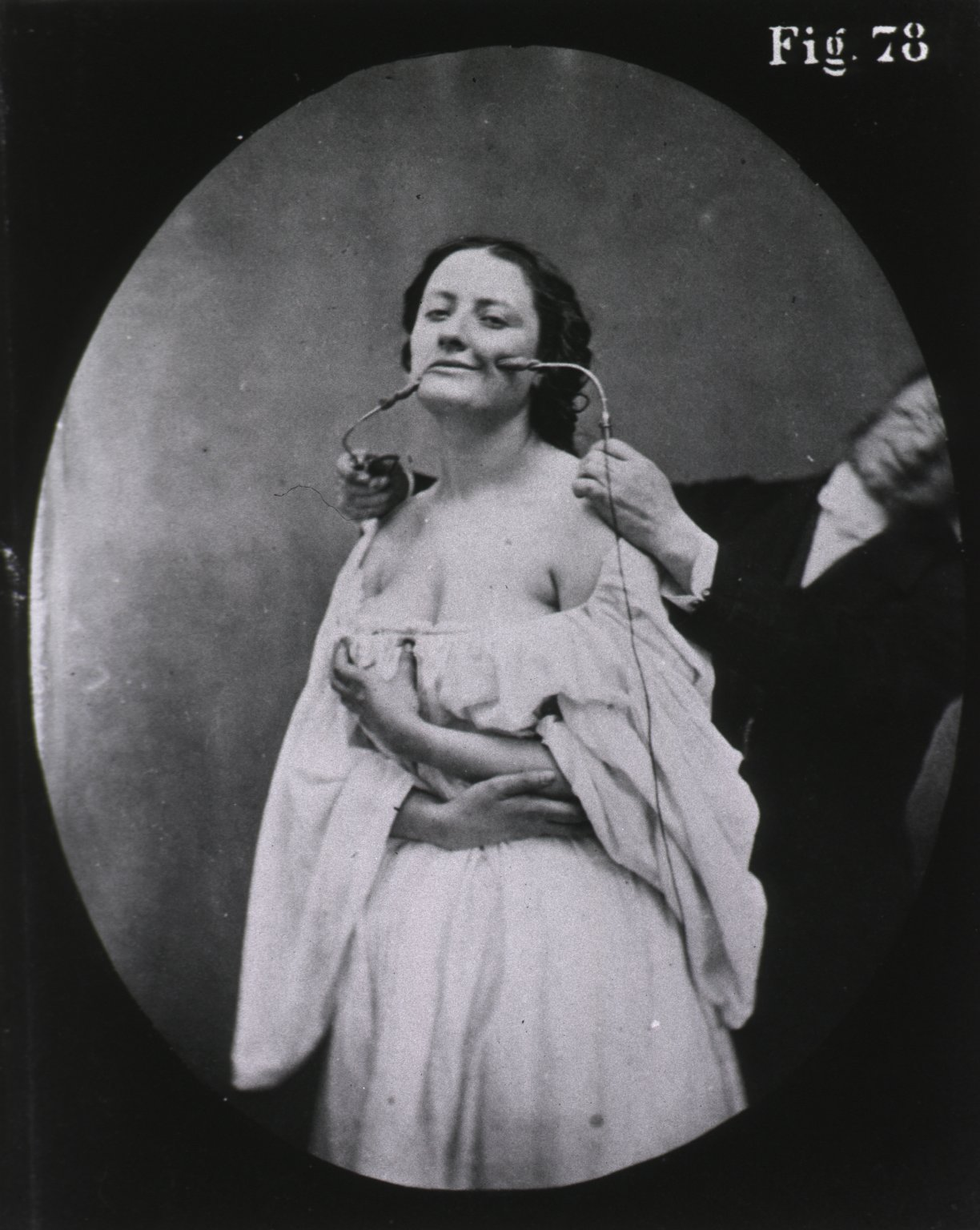
العلاج الكهربي لتحفيز عضلات الوجه، دوشين دو بولونيه 1862.

في ذلك الوقت، وُجدت ثلاثة أنواع من العلاج الكهربائي في حيز الاستخدام. كان أولها هو الحمام الكهربائي (العلاج بالصدمات الكهربائية)، والذي يتضمن جلوس المريض على كرسي معزول ذي أرجل زجاجية وربط المريض بآلة كهروسكونية عبر قطب كهربائي موجب عادةً. تعرض جلد المريض للشحن كما لو كان في «حمام كهرباء». أما النوع الثاني من العلاج الكهربائي فقد أُجري خلال وجود المريض في الحمام الكهربائي. واشتمل هذا العلاج على تقريب القطب السالب من المريض، غالبًا بالقرب من العمود الفقري، وهو ما تسبب في حدوث شرارات بين القطب والمريض. كانت الأقطاب الكهربائية من مختلف الأشكال متاحة لعدة أغراض طبية ولتطبيقها على أماكن مختلفة من الجسم. استُخدم العلاج في عدة جلسات مدة كل واحدة منها خمس دقائق تقريبًا، وغالبًا ما تسبب العلاج في ظهور تقرحات جلدية. والنوع الثالث من العلاج الكهربائي هو العلاج بالصدمة الكهربائية، وتوصَل بموجبه صدمة كهربائية من بطارية جلفانية (فيما بعد، من مولدات كهرومغناطيسية) عبر ملف حث لرفع الجهد بنسبة عالية. كما تمكن المعالجون من إيصال صدمات كهربائية من الشحنات المخزنة في قوارير ليدين، لكنها كانت صدمات ذات جهد أضعف بكثير.
استُخدم علاج التحفيز الكهربائي لمعالجة الاضطرابات العصبية نظرًا لعدم قدرة الجهاز العصبي على تحفيز الإفراز الغدي أو النشاط العضلي اللازم بشكل كاف. سبق استخدام علاج التحفيز الكهربائي بنجاح في معالجة بعض أشكال الربو. استخدم بيرد أجهزته لمعالجة رقاص سيدنهام (رقاص القديس فيتوس) وأشكال أخرى من التشنجات، وبعض أشكال الشلل (بالرغم من أن العلاج لم يكن مفيدًا في حالات تضرر الأعصاب موضعيًا)، والجرعة الزائدة من الأفيون (بسبب إبقائها المريض مستيقظًا)، واستجلاب الحيض في حال فشله (انقطاع الحيض)، والهستيريا، وهو مرض من المفترض أنه يصيب المرأة. عُزي شلل المثانة لدى الفتيات الصغيرات إلى التشخيص القديم بالهستيريا. عُولجت الحالات عن طريق تطبيق تيار كهربائي قوي بين منطقتي العجز والعانة. رغم نجاح العلاج، متمثلًا بإفراغ المثانة، فقد اشتبه بيرد في كثير من الحالات أن ذلك قد وقع بالفعل بدافع الخوف والألم أكثر منه بسبب الخصائص العلاجية للكهرباء.
بات العلاج بالصدمات الكهربائية مألوفًا في أوساط العامة، ولكن في كثير من الأحيان لم يرغب الأطباء بتطبيقه إلا عند الضرورة القصوى. أدت شعبية العلاج بالصدمات الكهربائية إلى العديد من حالات المعالجة غير الملائمة، وانتشر على نطاق واسع الممارسون المدّعون. ادعى الممارسون المحتالون أن العلاج بالصدمات الكهربائية يصلح لمعالجة جميع العلل تقريبًا، بغض النظر عن فعاليته، وجنوا مبالغ طائلة بسببه. على الرغم من ذلك، واصل بيرد تمسّكه بذلك العلاج مع تنفيذه بشكله الصحيح، بل ونجح في إقناع أديسون بمزايا العلاج رغم تحفّظه الأولي. وهكذا فقد كان أول بحث (صدر في العام 1837) يفصّل عمل الوحدة الكهربية من إصدار أديسون وليس بيرد، مع ذكر أديسون الواضح والمستحقّ لفضل بيرد في ذلك. أدى إصدار أديسون البحث بنفسه إلى تحقيق قدر كبير من القبول ضمن الأوساط الطبية المتمرّسة والتي كانت ما تزال متشككة بنجاعة العلاج الكهربي. كان أديسون اسمًا بارزًا في مجاله، في حين لم يكن بيرد معروفًا في تلك المرحلة. ضمّ بحث بيرد الصادر في العام 1841 في تقارير مستشفى غاي سلسلةً طويلة ومبهرة من دراسات الحالة الناجحة. في العام 1847 شرع بيرد الباب على مصراعيه لموضوع العلاج الكهربي في مجال علم الأدوية عندما ألقى المحاضرة السنوية في كلية الأطباء الملكية عن هذا الموضوع. صب بيرد جام غضبه وبلا كلل على العديد من ممارسي العلاج من المحتالين، وفي إحدى الحالات فضح عمال تلغراف السكك الحديدية ممن ادعوا أنهم أطباء معالجون بالكهرباء، رغم عدم ممارستهم أي تدريب طبي مطلقًا. وعلى هذا النحو، فقد أصبح بيرد مسؤولًا إلى حد كبير عن رد الاعتبار إلى العلاج الكهربائي بين الأطباء الممارسين. انطلاقًا من دعم من أديسون، إضافة إلى السهولة المتزايدة لاستخدام الآلات بفضل تقدم التكنولوجيا، أدى عمل بيرد إلى انتشار استخدام العلاج الكهربائي على نطاق أوسع في مهنة الطب.

#### جهاز موكسا الكهربائي
اخترع بيرد جهاز موكسا الكهربائي في العام 1843. والاسم هو إشارة إلى تقنية الوخز بالإبر للعلاج بالكي وقد يكون متأثرًا بممارسة الوخز الكهربائي بالإبر التي بدأت في فرنسا قبل عقدين من ذلك الوقت، وهي التقنية التي تتعزز بموجبها الإبر بواسطة تيار كهربائي. ومع هذا، فلم يكن هدف استخدام جهاز موكسا الكهربائي مخصصًا للوخز بالإبر. استُخدم الجهاز لإحداث قرحات متقيحة على جلد المريض لعلاج بعض حالات الالتهاب والاحتقان بتقنية التهييج المقابل. استُحدثت القرحة سابقًا عبر وسائل أكثر إيلامًا، مثل الكي أو حتى الفحم المحترق. تبنّى تصميم بيرد تعديل أداة موجودة للمعالجة الكهربائية الموضعية للخزل الشقي، كان يضم قطبًا كهربائيًا فضيًا وقطب زنك يتصلان بسلك نحاسي. أُحدثت بثرتان صغيرتان على الجلد، ثم وُصلتا بالقطبين الكهربائيين مع تثبيتهما في مكانهما لعدة أيام. بعد ذلك وُلّدت الكهرباء بإجراء كهرليتي مع سوائل الجسم. التأمت البثرة تحت القطب الفضي، لكن تلك الواقعة تحت قطب الزنك أنتجت القرحة المتقيحة المطلوبة.
لم يؤد شفاء البثرة الواقعة تحت القطب الفضي دورًا في إجراء التهييج المقابل، لكنه أوحى إلى بيرد بإمكانية استخدام جهاز الموكسا الكهربائي لمعالجة القرحة الوريدية المستعصية على العلاج. كانت هذه علة شائعة في أوساط الطبقات العاملة في زمن بيرد، ولم تتمكن المستشفيات من استقبال غالبية الحالات لعلاجها. حسن جهاز موكسا الكهربائي الوضع عبر إتاحة معالجة المرضى في العيادات الخارجية. وضع القطب الفضي من جهاز موكسا على القرحة بهدف علاجها، في حين وُضع قطب الزنك على بعد بضع إنشات إلى مكان قُطعت فيه الطبقة العليا من الجلد. ثم لُفّ كامل الجهاز بضماد في مكانه كما كان في السابق. بناءً على توصية بيرد، طبّق أطباء آخرون هذه التقنية بنجاح. اكتشف توماس ويلز لاحقًا أنه لم يكن من داعٍ لإتلاف الجلد تحت صفيحة الزنك. واكتفى بترطيب الجلد بالخل قبل وضع قطب الزنك.

#### قضية سلسلة بولفرماخر المثيرة للجدل

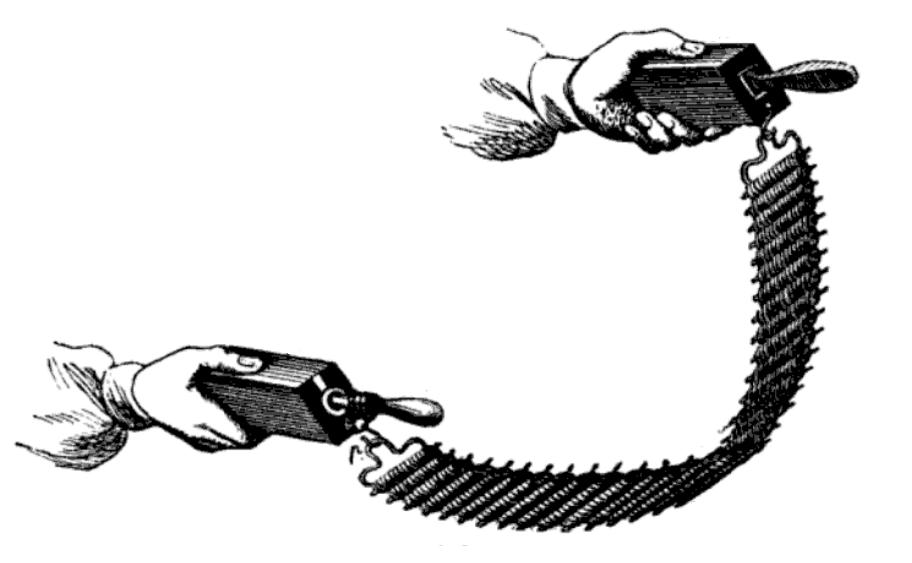
سلسلة بولفرماخر

ثار الخلاف بشأن تأييد بيرد لآلة اخترعها شخص يدعى آي إل بولفرماخر، والتي عُرفت باسم سلسلة بولفرماخر. راجت هذه الآلة بشكل خاص في أوساط الأطباء المدّعين والذين كنّ لهم بيرد عميق البغض، ولكنها أدت عمل المولّد الكهربائي بنجاح. حصل بيرد على عينة من هذه الآلة في العام 1851 وأثارت إعجابه لدرجة أنه منح بولفرماخر شهادة تصرح أن الآلة تعمل مصدرًا جيدًا للطاقة الكهربائية. كما اعتقد بيرد أنه بإمكان الأطباء توظيف هذه الآلة كجهاز محمول. من ناحية كهربائية، عملت الآلة كبطارية فولطائية، ولكن بتصميم مختلف. من ناحية الشكل، ضمت الآلة عددًا من الدُسُر الخشبية، كان لكل منها ملف ثنائي من لفائف النحاس والزنك. اتصل كل ملف بالدسار الخشبي التالي عبر عقائف وخطافات عين معدنية، والتي أتاحت كذلك التوصيل الكهربائي. عُمِد إلى توفير المحلول بالكهرباء من خلال نقع الدسر الخشبية في الخل.
بكل سذاجة، توقع بيرد ألا يستخدم بولفرماخر الشهادة التي منحها لآلته في إعلاناته الترويجية. وعندما جيّرت شركة بولفرماخر شهادة بيرد للكسب التجاري، تعرض بيرد للانتقادات التي شجبت سلوكه غير المهني، على الرغم من أنه لم يثبت أبدًا استفادة بيرد ماليًا من ذلك الاختراع. بل ذكر بيرد في إطار دفاعه عن تصرفه أن الشهادة تلك لم تكن سوى خطاب تعريف بالآلة وجهه للأطباء في إدنبرة. امتعض بيرد بشكل خاص من استخدام شركة بولفرماخر اقتباسات من أبحاثه الطبية حول فوائد العلاج الكهربائي وحرّفتها على أنها وصف لفوائد منتج بولفرماخر. إضافة إلى ذلك، انتقد بيرد مزاعم بولفرماخر بخصوص لف السلسلة حول الطرف المصاب كيما يتلقى العلاج الطبي. وذكر بيرد أنه رغم طبيعة السلسلة المرنة التي تسمح بالتفافها على الأطراف، فهذه الوضعية لا شأن لها بإجراء العلاج الطبي. كما ذكر أن جسم المصاب سيخلق مسارًا توصيليًا في كل خلية، وبالنتيجة يؤدي ذلك إلى منع الجهاز من مراكمة جهد كهربائي ذي فائدة طبية في أطراف توصيل الجهاز.

### الكيمياء الكهربائية
استفاد بيرد من رئاسته لقسم الكهرباء والجلفانية في متابعة مساعيه البحثية ولمساعدته في تعليم طلابه. كان مهتمًا بالتحليل الكهربائي وأعاد إجراء تجارب أنطوان سيزار بيكريل وإدموند دافي وغيرهم بهدف استخراج المعادن بالتحليل الكهربائي. وأولى بيرد اهتمامًا خاصًا بإمكانية الكشف عن المستويات المنخفضة من سموم الفلزات الثقيلة باستخدام التقنية التي كان دافي رائدها. كما استقصى بيرد خصائص الألبومين بواسطة التحليل الكهربائي، ووجد أنه يتخثر عند قطب المصعد الكهربائي نظرًا لإنتاج حمض الهيدروكلوريك لديه. وصحح بيرد النتيجة الخاطئة التي توصل إليها دبليو تي براند سابقًا والقائلة أن التيار الكهربائي العالي سبّب التخثر لدى قطب المهبط الكهربائي كذلك، موضحًا أن ذلك التخثر سببه تدفقات السوائل الناتجة عن الحقل الكهربائي القوي.
بعد اختراع خلية دانيال بفترة وجيزة في العام 1836، لوحظ تكوين الصفائح النحاسية على القطب السالب في الخلية. وفي العام التالي بدأ بيرد استقصاءً موسعًا لهذه الظاهرة. عبر استخدام محاليل كلوريد الصوديوم، وكلوريد البوتاسيوم، وكلوريد الأمونيوم، نجح بيرد في طلاء مهبط زئبقي بالصوديوم، والبوتاسيوم، والأمونيوم على التوالي، وهو ما أفضى إلى ملغمة لكل منها. لم يقتصر استخدامه على الكلوريدات فحسب؛ فقد تمكن من استخلاص البيريليوم، والألمنيوم، والسيليكون من أملاح وأكاسيد هذه العناصر.
في العام 1837، صمم بيرد نسخته الخاصة من خلية دانيال. كانت السمة المبتكرة في خلية بيرد هي وجود محلولي كبريتات النحاس وكبريتات الزنك في نفس الحوض، لكن يفصل بينهما حاجز من جبس باريس، وهي مادة شائعة تستخدم في المستشفيات لتثبيت كسور العظام. نظرًا لخصيصته المَسامية، يُتيح جبس باريس للأيونات عبور الحاجز، وفي نفس الوقت يمنع المحاليل من الاختلاط. يُعتبر هذا الإجراء مثالًا عن خلية دانيال أحادية الخلية، وكان اختراع بيرد الأول من هذا النوع. تُعدّ خلية بيرد نقطة الأساس التي انبنى عليها فيما بعد تصميم خلية الإناء المسامي، والتي اخترعها جون دانسر في العام 1839.
اكتسبت تجارب بيرد على خليته أهمية في مجال علم الفلزات الكهربائي الناشئ آنذاك. ومن النتائج غير المتوقعة كان ترسب النحاس على الجبس وداخله، دون أن يلمس الأقطاب الكهربائية المعدنية. عند تفكيك الجبس، وجد أن عروق النحاس قد تشكلت داخله. مثلت هذه النتيجة مفاجأة لدرجة أن الباحثين الكهركيماويين لم يصدقوها في البداية، وكان فاراداي من بينهم. أُشير سابقًا إلى ترسب النحاس والمعادن الأخرى، ولكن على الأقطاب الكهربائية المعدنية فحسب. يُنسب الفضل إلى بيرد وتجاربه في كونه مؤسس الحقل الصناعي لعلم الفلزات الكهربائي. وبصفة خاصة، يُعتبر اكتشاف بيرد المبدأ الذي تستند إليه الطباعة الكهربائية. وبالرغم من كل ذلك، فلم يوظف بيرد نفسه هذا الاكتشاف عمليًا، ولم ينفذ أعمالًا تُذكر في علم الفلزات من ذلك القبيل. رغب بعض معاصري بيرد ممن كان لديهم اهتمامات في علم الفلزات الكهربائي رغبوا بنسبة الفضل إلى بيرد بغية نقض المزاعم التجارية لمنافسيهم.
اعتقد بيرد أنه ثمة صلة بين عمل الجهاز العصبي والعمليات المشاهَدة في التحليل الكهربائي لدى التيارات شديدة الانخفاض والثابتة. كان بيرد على علم أن التيارات الموجودة في كليهما من نفس الطراز. ومن وجهة نظر بيرد، في حال وجود هكذا ارتباط، فإنه يمنح الكيمياء الكهربائية أهمية كموضوع بحث من منطلقات بيولوجية.

### الكيمياء

#### التسمم بالزرنيخ
في العام 1837، شارك بيرد في بحث حول المخاطر التي يمثلها عنصر الزرنيخ في الشموع الرخيصة. شمل البحث شموع استيارين المضاف إليها أكسيد الزرنيخ الثلاثي، وهو ما جعلها تشتعل بصورة أكثر سطوعًا من الشموع العادية. أسهم انخفاض سعرها وسطوعها في رواجها. بدأت جمعية وستمنستر الطبية البحث، وهي جمعية طلابية ضمن مستشفى وستمنستر، بقيادة جون سنو، الذي اشتهر فيما بعد بأبحاثه في مجال الصحة العامة. استقصى سنو سابقًا حالات التسمم بالزرنيخ عند إصابته والعديد من زملائه الطلبة بمرض شديد بعد تقديمه إجراءً جديدًا للحفاظ على الجثث بناءً على توصية المحاضر هنتر لين. تمثلت العملية الجديدة في حقن الزرنيخ ضمن الأوعية الدموية للجثة. اكتشف سنو أن الزرنيخ أصبح ينتقل عبر الهواء إثر تفاعلاته الكيميائية مع الجثة المتحللة، وبالتالي هكذا تم ابتلاعه. جاء دور بيرد في البحث المتعلق بالشموع عند تحليل عنصر الزرنيخ في الشموع، والذي اكتشف أن الشركات المصنعة قد رفعت نسبته بشكل كبير في الآونة الأخيرة. كما أكد بيرد من خلال التجربة أن الزرنيخ أصبح منقولًا عبر الهواء عند احتراق الشموع. عمِد الباحثون إلى تعريض أنواع مختلفة من الحيوانات والطيور للشموع في ظروف خاضعة للرقابة. عاشت جميع الحيوانات بعد التجربة، في حين ماتت جميع الطيور. استقصى بيرد موت الطيور وحلل الجثث، فوجد كميات صغيرة من الزرنيخ. لم يعثر على زرنيخ ملتصق بأرياشها، مما يدل على أن التسمم لم يحدث بسبب استنشاق الزرنيخ المنقول في الهواء، إذ من المفروض أن يلتصق الزرنيخ الموجود في الهواء بالريش. إنما وجد بيرد أن كميات كبيرة من الزرنيخ كانت مترسبة في مياه شرب الطيور، وهو ما يشير إلى الطريقة التي حدثت بها عملية التسمم.

#### التسمم بأحادي أكسيد الكربون
رغم شيوع المعرفة بكيفية تحضير أحادي أكسيد الكربون منذ العام 1776، لم يكن معروفًا حينها أن التسمم بأحادي أكسيد الكربون هو المتسبّب بحالات الموت والإصابة من المواقد أو المدافئ التي تعمل بالوقود الكربوني. خلص تحقيق الطبيب الشرعي في وفاة جيمس تريكي في العام 1838، الذي كان حارسًا ليليًا قضى ليلته بالقرب من نوع جديد من مدافئ الفحم في كنيسة سانت مايكل بكورنهيل، خلص إلى أن السم المتسبب بالوفاة كان حمض الكربونيك (أي، ثاني أكسيد الكربون) وليس أحادي أكسيد الكربون. أسهم كل من بيرد وسنو بأدلة ضمن مجريات التحقيق تدعم نتيجة حدوث التسمم بحمض الكربونيك. راح بيرد نفسه يعاني من أعراض مرضية أثناء جمعه عينات هواء من الأرض بالقرب من المدفأة. بالرغم من ذلك، قدم صانعو المدفأة، هاربر وجويس، سلسلة من الشهود الخبراء التابعين لهم، والذين نجحوا في إقناع هيئة المحلفين للبتّ أن الوفاة كانت بسبب النزف الفجائي (السكتة الدماغية)، وأن دور «الهواء الملوث» في الوفاة لم يكن سوى عامل ثانوي فحسب.  كان من ضمن المزاعم غير العلمية التي أدلى بها هاربر وجويس في التحقيق، إفادتهم أن الغاز الكربوني يرتفع إلى السقف (بينما في الواقع هو أثقل من الهواء، ووفقًا لما ذكره بيرد، يهبط الغاز الكربوني إلى مستوى قريب من الأرض، حيث كان يضع تريكي النائم رأسه)، وزعمهم أن «البخار المؤذي» قد صعد إلى الكنيسة من التوابيت الموجودة في المدفن السفلي. بعد التحقيق، هدد جويس بمقاضاة جريدة واصلت انتقاد تصنيع المدفأة بسبب افتقارها لوسيلة تهوية. في تفسير نُشر لاحقًا، أوضح بيرد أن أي مدفأة تعمل بالوقود الكربوني تشكّل خطرًا إذا لم تحتوِ على مدخنة أو وسيلة تهوية أخرى. في الواقع، فُرِز تريكي إلى الكنيسة أساسًا بناءً على اقتراح من هاربر الذي أوكل إليه مهمة تقديم تقارير إيجابية عن أداء المدفأة الجديد.
في العام 1839، قدم بيرد ورقة أمام الجمعية الفيزيائية العليا، ذكر فيها تقريرًا عن الاختبارات التي أجراها بخصوص التأثيرات التي تصيب العصافير بالتسمم بالأبخرة الكربونية. كان لتلك الورقة أهمية سهّلت لبيرد إبداء آرائه أمام الجمعية البريطانية في نفس العام. (عمل بيرد رئيسًا للقسم الكيميائي في الجمعية البريطانية في برمنغهام). إضافة إلى ذلك، قدم بيرد الورقة في كلية الطب بوستمنستر، حيث أولاها سنو اهتمامًا خاصًا. حتى تلك المرحلة، كان سنو والكثير من المختصين على قناعة أن حمض الكربونيك يعمل عبر استبعاد الأكسجين فحسب. ولكن أقنعته تجارب بيرد وآخرين أن حمض الكربونيك ضار بحد ذاته، ولكن سنو لم يقرّ بيرد على رأيه بكون حمض الكربونيك سمًّا نشيطًا. في العام 1839، نشر بيرد ورقة شاملة ضمن تقارير مستشفى غاي، مشتملة على العديد من تواريخ الحالات، حيث وثق المعلومات المتوفرة حينها. أدرك بيرد أن بعض حالات التسمم بسبب المدافئ لم يسبّبها حمض الكربونيك، إنما عامل آخر، على الرغم من أنه لم يعرف حينذاك أنه أحادي أكسيد الكربون.

#### علم المسالك البولية

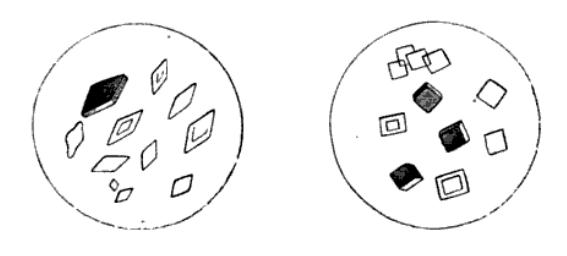
بلورات حمض اليوريك كما رسمها بيرد. على اليسار توجد بلورات متشكلة في البول الطبيعي؛ وعلى اليمين بلورات لدى مريض مصاب بحصى في الكلى.

بحث بيرد باستفاضة في طب المسالك البولية، وشملت أبحاثه كيمياء حصى البول والحصى الكلوية، وسرعان ما أثبت جدارته كخبير لا يُشق له غبار. استهلك هذا العمل نسبة كبيرة من مساعيه، وتُعتبر كتاباته عن الثفالة البولية وحصى الكلى الأكثر تقدمًا في ذلك الزمن. سار بيرد في عمله على خطى ألكسندر مارسيت وويليام بروت اللذين تأثر بهما شديد التأثر.عمل مارسيت أيضًا طبيبًا في مستشفى غاي التعليمي؛ في حين لم يشغل براوت أي منصب في مستشفى غاي، رغم صلته الوثيقة بالمشفى وكونه معروفًا فيه. على سبيل المثال، عندما اكتشف مارسيت عنصرًا جديدًا من حصى الكلى، أكسيد الزانثين، أرسله إلى براوت لتحليله. في العام 1822، اكتشف براوت مادة جديدة بنفسه، كانت عبارة عن عنصر في البول أطلق عليها اسم حمض الهوموجنتيزيك، بسبب تحوله إلى اللون الأسود عند تعرضه للهواء.
استقصى بيرد وصنف مجموعة الحصى في مستشفى غاي التعليمي، مع تركيز خاص على البنى البلورية للنواة، نظرًا لحدوث تكوّن الحصى بمجرد وجود نواة يمكن تشكّلها. فاعتبر بيرد أن كيمياء النوى هي أهم الجوانب في تكوّن الحصيات. حدد بيرد العديد من أنواع الحصيات، وصنفها وفقًا لكيمياء النواة، ولكنه قرر أن يضعها جميعًا ضمن مجموعتين عامتين: الحصيات العضوية الناتجة عن خلل في وظائف الجسم، والأملاح غير العضوية الزائدة التي تسبب الثفالة التي يمكن للحصيات أن تتنوّى عليها. في العام 1842، كان بيرد أول من وصف فرط أوكسالات البول، الذي يُسمّى أحيانًا داء بيرد، وهو اضطراب يحدث أحيانًا بسبب زيادة أكسالات الكالسيوم في البول. وهو النوع الأكثر شيوعًا من الحصوات الكلوية. من المعروف حاليًا أن السبب الأكثر انتشارًا للحصوات الكلوية هو فرط الكالسيوم في البول، وليس الأوكسالات. رغم أن حصوات أكسالات الكالسيوم هي النوع الأكثر شيوعًا، فزيادة الكالسيوم هو السبب الأكثر شيوعًا لتكوين الحصوات. ومع هذا، لدى بعض الناس فائض من الأكسالات في بولهم وتتشكل حصوات أكسالات الكالسيوم بسبب ذلك؛ ويمكن عزو ذلك إلى النظام الغذائي، أو عوامل وراثية، أو اضطرابات معوية. في يومنا هذا، نعرف أن أكثر أنواع الحصوات الكلوية شيوعًا هي أكسالات الكالسيوم (حوالي 74% من الإصابات)، ثم فوسفات الكالسيوم (حوالي 20%)، ثم حمض البوليك (حوالي 4% إجمالًا، ولكنه أكثر انتشارًا لدى البدناء وأولئك المصابين بداء النقرس). أفرد بيرد في كتابه العبقري الترسبات البولية مساحة كبيرة لتحديد المواد الكيميائية الموجودة في البول عن طريق الفحص المجهري لظهور البلورات فيه. يوضح بيرد إمكانية اختلاف مظهر بلورات نفس المادة الكيميائية اختلافًا كبيرًا في ظل ظروف متنوعة، وخاصة كيفية تغيّر المظهر عند وجود مرض. أصبح كتاب الترسبات البولية مرجعًا معتمدًا فيما يخص هذا الموضوع؛ وصدرت منه خمس طبعات بين الأعوام 1844 و1857. في الطبعة الرابعة، أضاف بيرد توصية بغسل المثانة في حالات قلوية البول، وذلك بعد أن أثبتت تجربة أجراها سنو أن البول القديم يصبح قلويًا عند تقطير البول الجديد ببطء فيه. كما أدرك بيرد أن البول القلوي يشجع على ترسيب الفوسفات وما يترتب على ذلك من تكوّن للقشرة وتشكّل للحصوات. بعد وفاة بيرد، جاء تحديث الطبعة الأخيرة من كتابه الترسبات البولية على يد إدموند لويد بيركيت.
كان بيرد أول من فهم أن بعض أشكال الأسطوانات البولية هي مؤشر على مرض برايت. وكان أول مَن اكتشف الأسطوانات البولية هو هنري بنس جونز. وهي عبارة عن أسطوانات مجهرية من بروتين تام هورسفال ترسبت في الكلى ثم أُطلقت في البول؛ وفي الوقت الحاضر نعلم أن وجود هذه الأسطوانات هو أمر طبيعي ما لم تحتوي على خلايا بداخلها؛ عندئذ تشير هذه الأسطوانات الخلوية إلى وجود اضطراب ما في الكلى.

#### النظرية الحيوية
في القرنين الثامن والتاسع عشر، سادت فكرة مفادها أن المرض ما هو إلا نتاجٌ عن حالة الجسم ككل. وبالنتيجة، تؤدي بيئة المريض وطبيعة نشاطاته دورًا كبيرًا في أي علاج قد يخضع له. وكان مفهوم القوة الحيوية هو العنوان الأبرز لذلك التفكير، والتي اعتُقد أنها تُوجّه العمليات الكيميائية داخل الجسم. زعمت تلك النظرية أن المركبات العضوية لا يمكن أن تتشكل إلا داخل الكائنات الحية، حيث يمكن للقوة الحيوية أن تدخل طرفًا في المعادلة. ثبت بطلان هذا الاعتقاد باكرًا إثر نجاح فريدريش فولر في تركيب اليوريا من السلائف اللا العضوية في العام 1828. وبالرغم من ذلك، فقد استمر اللجوء إلى مفهوم القوة الحيوية لشرح مبادئ الكيمياء العضوية في زمن بيرد. شهد منتصف القرن التاسع عشر تشكّل أسلوب تفكير جديد، على وجه الأخص في أوساط الأطباء الأصغر سنًا، كان مبعثه القفزات السريعة في فهم الكيمياء. ولأول مرة غدا ممكنًا تحديد التفاعلات الكيميائية الدقيقة المحددة الحاصلة مع أعضاء معينة في الجسم، إضافة إلى تتبع آثارها عبر العلاقات الوظيفية المتنوعة للأعضاء، والتبادلات الجارية بينها.
بطبيعة الحال، كان بيرد وسنو من بين هؤلاء الأطباء الراديكاليين الشباب؛ في حين برز ويليام أديسون من الجيل القديم (وهو شخص آخر غير رئيس بيرد في مستشفى غاي التعليمي). لم يرتح أديسون للاعتماد الحديث على النتائج المخبرية والنظرية التي فضلها الجيل الجديد، وخالف ريتشارد برايت (الذي أُطلق اسمه على مرض برايت) عندما فسّر برايت أن مصدر الاضطراب في مرض الاستسقاء هو الكلى. فضل أديسون التفسير القائل إن الحالة ناجمة عن الإفراط في الكحول أو غيره من العوامل الخارجية، وأنه نظرًا لاضطراب الجسم بأكمله، فمن غير الممكن تحديد موضع البلوى في عضو معين. كما خالف أديسون طالب برايت، سنو، عندما خلص الأخير في العام 1839 بناءً على دراسات حالة والتحليل المختبري إلى نتيجة مفادها أن مرض الاستسقاء مرتبط بارتفاع نسبة الألبومين في الدم. رفض أديسون تلك النتيجة باعتبارها مجرد ظاهرة إضافية. خالف بيرد سنو بخصوص العلاج الذي اقترحه، لكن تُظهر الحجج التي قدمها انحيازه الكامل لجانب التفسيرات الجديدة من النقاش، ونأيه التام عن التفسيرات القديمة القائلة باضطراب الجسم ككل. لاحظ سنو انخفاض نسب اليوريا في بول مرضاه، وبناءً عليه استنتج أن اليوريا كانت تتراكم في الدم، ولمعالجة ذلك أوصى بالفصد. لم يسلّم بيرد بصحة النتيجة القائلة إن زيادة اليوريا في الدم هي سبب أمراض الكلى، وشكك في فعالية العلاج بالفصد، مستشهدًا بنتائج فرانسوا ماغيندي، الذي حقن اليوريا في الدم، دون أن يؤدي ذلك إلى آثار ضارة فيما بدا. من غير الواضح فيما إذا قد قبل بيرد تفسير سنو بأن اليوريا لا بد وأنها تتراكم، أو إذا قد تبناه فقط من أجل التسليم فرضًا. عندما كان بيرد طالبًا في العام 1833، تجادل بشأن هذا الموضوع بالذات مع أحد طلاب برايت، جورج ريس.
يعد يوستوس فون ليبيغ أيقونة أخرى في تطوير أسلوب التفكير الجديد، بالرغم من غموض موقفه. شرح فون ليبيغ العمليات الكيميائية في الجسم فيما يتعلق بإضافة وطرح الجزيئات البسيطة من جزيء عضوي أكبر، وهو المفهوم الذي تبناه بيرد في أعماله. ولكن حتى ليبيغ المؤمن بالفلسفة المادية واصل الاعتماد على مفهوم القوة الحيوية لتفسير العمليات الحيوية داخل أجسام الحيوانات الحية. يبدو أن هذا التفسير كان مستندًا إلى الاعتقاد القائل إن وجود الحيوان بأكمله على قيد الحياة مطلوب ابتداءً كيما تحدث هذه العمليات الكيميائية. ساعد بيرد على تفنيد هذا النوع من التفكير عبر إثبات أن بعض العمليات الكيميائية المحددة مرتبطة بأعضاء معينة في الجسم وليس بالحيوان كله. كما شكّك بيرد في بعض استنتاجات ليبيغ المتعلقة بالكيمياء في الحيوانات. على سبيل المثال، افترض ليبيغ أن نسبة حمض البول مقابل اليوريا تعتمد على مستوى نشاط النوع أو الفرد؛ أثبت بيرد خطأ هذا. كما اعتقد بيرد أنه لا ينبغي الاكتفاء بحساب الذرات كما فعل ليبيغ، ولكن كان ثمة ضرورة أيضًا لإيجاد تفسير مناسب لإعادة تجمّع الذرات بطريقة معينة بدلًا وليس بغيرها. وانطلاقًا من تجاربه في التحليل الكهربائي، حاول بيرد للوصول إلى ذلك التفسير بناءً على معطيات القوة الكهربائية، وليس القوة الحيوية.

## سماعة الطبيب المرنة

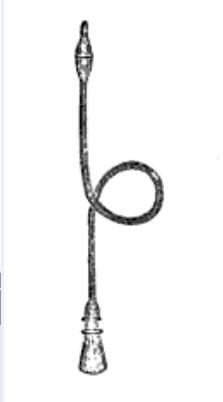
نموذج بيرد لسماعة الطبيب المرنة

في يونيو 1840، صمم بيرد سماعة طبية أنبوبية مرنة واستخدمها في عمله، ونشر في نفس العام أول وصف لتلك الأداة. ذكر بيرد في بحثه المنشور أداة كان يستخدمها بالفعل أطباء آخرون (كليندينينغ وستراود)، والتي وصفها بأنها «بوق أذن أفعواني». رأى بيرد في تلك الأداة بعض العيوب الفنية الشديدة؛ وعلى وجه الخصوص، كيف أن طولها المفرط يؤدي إلى ضعف في الأداء. جاء شكل اختراع بيرد مشابهًا لسماعة الطبيب الحديثة، باستثناء أنها تضم سماعة أذن واحدة فقط. حدثت مراسلة محمومة على صفحات الجريدة الطبية بلندن بين بيرد وطبيب آخر هو جون بيرن. ادعى بيرن أنه هو الآخر استخدم أيضًا نفس الأداة التي استخدمها كليندينينغ وستراود، وأنه شعر بالإهانة لعدم ذكر بيرد إياه في بحثه. وعبّر بيرن، الذي كان يعمل في مستشفى وستمنستر، عن شكه بأن مردّ ذلك متعلق بعمل فريدريك شقيق بيرد في وستمنستر كذلك. في رد يقطر غضبًا وسخرية، أشار بيرد إلى ذكره في ورقته الأصلية أنه لم ينسب لنفسه أي فضل متعلق بالآلة السابقة. خلص بيرد إلى أن السماعة الطبية المرنة عملية لأنها نفت الحاجة إلى انحناء الطبيب بشكل غير مريح فوق المرضى (وهو ما يفرضه استخدام سماعة الطبيب الصلبة)، كما يمكن تمرير سماعة الأذن إلى الأطباء الآخرين والطلاب للاستماع. كان ذلك الاختراع مفيدًا بشكل خاص لبيرد نفسه، بسبب إصابته بالروماتيزم الحاد، إذ تمكن من وضع سماعة الطبيب على المريض دون الاضطرار للوقوف.

## عناصر الفلسفة الطبيعية
عند بدء بيرد المحاضرة في العلوم في مستشفى غاي التعليمي، لم يجد كتابًا مناسبًا لتلاميذ الطب، إذ كان يرغب في كتاب يسبر تفاصيل الفيزياء والكيمياء، دون التعقيدات الرياضية التي يواجهها طلاب الطب. وهكذا بدأ بتردد بوضع كتاب بنفسه يستوفي تلك المعايير بالرجوع إلى محاضراته بين الأعوام 1837-1838، وكانت النتيجة هي كتابه عناصر الفلسفة الطبيعية، الذي صدرت طبعته الأولى في العام 1838. حقق الكتاب شعبية جارفة، حتى في أوساط غير الطلاب الذين كان الكتاب موجهًا لهم، وصدرت منه 6 طبعات. بعد وفاة بيرد، حرر صديقه تشارلز بروك الطبعة الرابعة من الكتاب. أضاف بروك الكثير من المعلومات الرياضية التي أغفلها بيرد. واصل بروك تحرير الطبعات التالية، وحدّث الكتاب بصورة شاملة في طبعته السادسة التي صدرت في العام 1867.
لقي الكتاب استحسان الكثيرين وأثنى عليه المراجعون بسبب وضوحه. وعلى سبيل المثال ذكرت المجلة الأدبية أن الكتاب «يعلّمنا بشأن عناصر وسط بأكمله ضمن الفلسفة الطبيعية بأوضح الأساليب وأسهلها». وأوصى المراجع بألا تقتصر قراءة الكتاب على الطلاب أو الشباب فحسب، بل «يجب أن يقع بين يدي أيما فرد يرغب بمعاينة مباهج الفلسفة السماوية، واكتساب معارف متأصلة في طبيعة الكون الذي يحيون ضمنه».
على الضد مما سبق، فقد اتخذت الدوريات الطبية موقفًا أكثر تحفظًا في الثناء على الكتاب. على سبيل المثال، ذكرت الدورية الطبية والجراحية الإقليمية، في مراجعتها للطبعة الثانية أن الكتاب عبارة عن «أطروحة جيدة ومختصرة للمبتدئين... تقدم بأسلوب بسيط ومفهوم كمٍّا هائلًا من المعلومات لا تتوفر في غيرها من المراجع بشكل منفصل». ولكن أبدت دورية بروفينشال بعض الاعتراضات الفنية، كان من بينها انتقاد بخصوص غياب وصف هيكل السماعة الطبية. وذكر كاتب المراجعة أن الكتاب مناسب تمامًا للطلاب الذين لم يتلقوا تعليمًا مسبقًا في الفيزياء. وأوصت المراجعة على وجه الخصوص بالفصول المتعلقة بعلم الظواهر المغناطسية، والكهرباء، والضوء.
في مراجعتها للطبعة السادسة، ذكرت مجلة بوبيلار ساينس ريفيو أن اسم الكاتب أصبح بروك، وأشارت أن بروك قد حول كتاب بيرد إلى كتاب خاص به. راح المراجعون يستذكرون بحنين كتاب «غولدينغ بيرد» الذي عرفوه سابقًا ودرسوه ضمن مقرراتهم. ومع ذلك، أشادوا بالشروحات لأحدث التقنيات الجديدة، مثل دينامو هينري وايلد، وإيرنست فيرنر فون سيمنز، والمطياف البصري لصانعه براوننج.
امتاز الكتاب بشمولية نطاقه، إذ أتى على ذكر الكثير من الفيزياء المعروفة في ذلك الزمن. تضمنت الطبعة الأولى في العام 1839 علم السكون، والديناميكا، والجاذبية، والميكانيكا، وعلم سكون الموائع، وعلم خواص الغازات، وجريان الموائع، وعلم الصوت، والمغناطيسية، والكهرباء، وكهرباء الغلاف الجوي، والكهرومغناطيسية، والظاهرة الكهروحرارية، والكهرباء البيولوجية، والضوء، والبصريات، والاستقطاب. في الطبعة الثانية الصادرة في العام 1843، وسع بيرد المادة العلمية المتعلقة بالتحليل الكهربائي إلى فصل منفصل، وأعاد صياغة المادة العلمية المتعلقة بالضوء المستقطب، وأضاف فصلين عن «علم الحرارة» (الديناميكا الحرارية –وهو من أهم المسائل المغفلة في الطبعة الأولى)، وأضاف فصلًا عن تكنولوجيا التصوير الحديثة آنذاك. تضمنت الطبعات اللاحقة أيضًا فصلًا عن التلغراف الكهربائي. واصل بروك توسيع الكتاب حتى طبعته السادسة والأخيرة. اشتملت المواد الجديدة على الخصائص المغناطيسية للحديد في السفن والمطيافية.

## أعماله الدينية المسيحية
طوال حياته، كان بيرد مسيحيًا ملتزمًا بإيمانه. بالرغم من تكاليف حياته المهنية المزدحمة للغاية، فقد حافظ بيرد على أخذ يوم السبت عطلة وتولى بنفسه تربية أطفاله تربية مسيحية. كان بيرد كريمًا مع الفقراء، إذ قدم لهم العلاج في منزله كل صباح قبل البدء بمواعيده المهنية. بعدما تبين له أنه لم يكن أمامه الكثير في حياته، كرس بيرد جلّ وقته لأمور دينه. أراد أن يدعو للتعاليم المسيحية والتشجيع على قراءة الكتاب المقدس في أوساط طلاب الطب. ابتداءً من العام 1853، نظم بيرد سلسلة اجتماعات دينية للأطباء في لندن، بغية تشجيع الأطباء والجراحين على ترك تأثير ديني لدى طلابهم.
قبل سنوات من العام 1853، عُقدت صلوات جماعية للطلاب في بعض مستشفيات لندن، وخصوصًا في مستشفى سانت توماس. رغب بيرد في تحويل هذه الحركة إلى رابطة رسمية، وهي الفكرة التي تبلورت لاحقًا باسم الرابطة الطبية المسيحية. جاءت رغبته تلك نتيجة تأثره الشديد بجمعية التبشير الطبية تحت جون هاتون بلفور في جامعة إدنبرة. سعى بيرد إلى تشكيل هيئة وطنية لها فرع في كل مستشفى تعليمي؛ وكنموذج أولي وُجدت مجموعة طلابية بالفعل في مستشفى غاي التعليمي. لقي بيرد معارضة شديدة من بعض شرائح مهنة الطب، الذين ارتأوا وجوب تركيز الطلاب على دراستهم فحسب. ومن بين الإهانات التي تلقاها بيرد كان اتهامه «بالورع الزائف» والنفاق. تواصلت تلك الأصوات المعارضة حتى بعد تشكيل الرابطة. في 17 ديسمبر 1853، وافق الجراحون المحاضرون وغيرهم من المجتمعين في بيت بيرد على النظام الأساسي للرابطة الطبية المسيحية الجديدة. استند النظام الأساسي إلى مسودة أعدتها مجموعة طلابية في مستشفى غاي التعليمي. توفي بيرد قبل الاجتماع العام الأول للرابطة في نوفمبر 1854 في قاعة إكستر.
هب بيرد سريعًا في قضايا الدفاع عن فضيلة الطلاب. في نوفمبر 1853، وفي معرض رده على رسالة من طالب في المجلة الطبية والجراحية الإقليمية يشكو من غياب التوجيه الأخلاقي لدى رؤسائه، هاجم بيرد الفكرة الشائعة عن طلاب الطب بأنهم: «متلبّسون بكل أصناف الرذيلة والفساد الأخلاقي». نحى بيرد بالكثير من اللوم في تشكيل هذا الرأي العام على الصورة الساخرة للطلاب في كتابات تشارلز ديكنز. وتابع بيرد دفاعه قائلًا إن سلوك الطلاب وشخصياتهم قد تحسنت بصورة واضحة خلال السنوات العشر السابقة. وعزا بيرد هذا التحسن في جزء منه إلى زيادة شروط الدراسة المفروضة على الطلاب، وفي جزء آخر بسبب التأثيرات المسيحية عليهم. وأضاف أن الطلاب الملتزمين دينيًا قد تعرضوا للسخرية سابقًا، لكنهم أصبحوا يلاقون الاحترام الآن.

## أعماله
- عناصر الفلسفة الطبيعية: مقدمة تجريبية لدراسة العلوم الفيزيائية، لندن: الناشر جون تشرشل، 1839، 78948792.
- محاضرات عن الكهرباء والجلفانية، ضمن علاقتهما الفسيولوجية والعلاجية، ألقيت في الكلية الملكية للأطباء، في مارس 1847، لندن: الناشر ويلسون وأوغلفي، 1847، 664909225.

- محاضرات حول تأثير الأبحاث في الكيمياء العضوية على العلاج، خصوصًا على تنقية الدم، ألقيت في الكلية الملكية للأطباء، لندن: الناشر ويلسون وأوغلفي، 1848، 51554760.
- الترسبات البولية، تشخيصها، والباثالوجيا، والمؤشرات العلاجية، لندن: الناشر جون تشرشل، 1844، 670415670.

## مقالات منشورة
- أول منشور لبيرد متعلق بتعديله على خلية دانيال، تقرير الاجتماع السابع للجمعية البريطانية لتقدم العلوم، المجلد 6، (1837)، الصفحة 45، لندن: الناشر جيه موراي، 1838.
- «ملاحظات حول التيارات الكهربائية المحرّضة، مع وصف قاطع التيار المغناطيسي»، المجلة الفلسفية، المجلد 12، رقم 71، ص 18 - 22، يناير 1838.
- «ملاحظات بشأن وجود مركبات ملحية منظمة في كتلة حيوية»، مجلة التاريخ الطبيعي، المجلد 2، الصفحات 74 - 78، فبراير 1838.
- «ملاحظات على التحليل الكيميائي غير المباشر»، المجلة الفلسفية، المجلد 12، الرقم 74، الصفحات 229 - 232، مارس 1838.
- «أبحاث تجريبية على طبيعة وخصائص الألبومين»، المجلة الفلسفية، المجلد 12، الرقم 79، الصفحات 15 -22، يوليو 1838.
- «ملاحظات على بعض الخصائص الفريدة المكتسبة لصفائح البلاتين، والمستخدمة كأقطاب كهربائية لبطارية فولطائية»، المجلة الفلسفية، المجلد 12، الرقم 83، الصفحة 379-386، نوفمبر 1838.
- «الإفرازات المخاطية والقيحية»، تقارير مستشفى غاي التعليمي، المجلد 3، الصفحات 35-59، 1838.
- «ملاحظة بخصوص التكوين الاصطناعي للكلوريد الأساسي للنحاس عبر التأثير الفولتائي»، تقرير الاجتماع الثامن للجمعية البريطانية لتقدم العلوم، المجلد 7 (1838)، الصفحات 56-57، لندن: الناشر جيه موراي، 1839.
- «ملاحظة بخصوص ترسب النحاس المعدني من المحاليل عن طريق إجراء فولطائي بطيء عند نقطة متساوية البعد عن الأسطح المعدنية»، تقرير الاجتماع الثامن للجمعية البريطانية لتقدم العلوم، المجلد 7 (1838)، الصفحات 57-59، لندن: الناشر جيه موراي، 1839.
- «ملاحظات على بعض منتجات حامض النيتريك على الكحول»، المجلة الفلسفية، 1838.[83]
- «ملاحظة حول التسمم بأبخرة الفحم والفحم المحترق»، تقارير مستشفى غاي التعليمي، المجلد 4، الصفحات 75-105، 1839.
- «المزايا التي يوفرها استخدام سماعة الطبيب ذات الأنبوب المرن»، مجلة لندن الطبية، المجلد 1، الصفحات 440-412، 11 ديسمبر 1840.
- «تقرير عن أهمية الكهرباء، بوصفها عاملًا في علاج الأمراض»، تقارير مستشفى غاي التعليمي، المجلد 6، الصفحات 84 - 120، 1841.
- «البول الدهني»، ميديكال تايمز، المجلد 9، رقم 223، الصفحة 175، 30 ديسمبر 1843.
- «معالجة حصى حمض اليوريك بفوسفات الصوديوم»، المجلة الطبية، الصفحة 689، 23 أغسطس 1844.
- «الزهري عند الأطفال»، تقارير مستشفى غاي التعليمي، الصفحة 130، أبريل 1845.
- «علاج الأمراض بالهواء الرطب»، المجلة الطبية، الصفحة 999، 3 أكتوبر 1845.
- «طبيعة التبول الأخضر لدى الأطفال»، ميديكال تايمز، المجلد 13، الرقم 317، الصفحات 74-75، 18 أكتوبر 1845.
- «علاج المرض بالهواء الرطب»، ميديكال تايمز، المجلد 13، الرقم 325، الصفحة 228، 13 ديسمبر 1845.
- «أمراض الأطفال»، تقارير مستشفى غاي التعليمي، السلسلة 2، المجلد 3، الصفحة 108-141، 1845.
- «أسيتات الرصاص في الإسهال»، ميديكال تايمز، المجلد 13، الرقم 337، الصفحة 465، 14 مارس 1846.
- «حالة إفراط إفراز الكلى لفسفات الأمونيوم والمغنيسيوم، واستمرار القيء لفترة طويلة»، ميديكال تايمز، المجلد 13، الرقم 340، الصفحة 522-523، 4 أبريل 1846.
- «حالة الانحباس الداخلي للأمعاء وعلاجها بالعملية»، من مداولات الجمعية الملكية الطبية-الجراحية، بالتعاون مع جون هيلتون، لندن: الناشر ريتشارد كيندر، 1847.